# Chelagat Mutai
Philomena Chelagat Mutai est une militante et une femme politique kényane. Elle est connue pour ses prises de position sur les assassinats politiques, l'accaparement des terres et la corruption. Elle défend l'inclusion des femmes dans la politique et la société kényane, et milite toute sa vie pour une meilleure gouvernance. Elle décède en 2013,,.

## Biographie

### Enfance et formations
Chelagat Mutai est née en 1949 à Terige dans Lessos à Nandi. Son activisme social et politique lui vaut d'être expulsée de la Highlands Girls School, aujourd'hui connue sous le nom de Moi Girls Eldoret, pour avoir mené une grève des étudiants.
Elle s'inscrit à l'université de Nairobi pour étudier les sciences politiques. Elle est leader étudiante et rédactrice en chef du journal étudiant The Platform. En raison de ses idées radicales et de ses positions politiques fermes, elle est suspendue à plusieurs reprises.

## Carrière

### En politique
Six mois après l'obtention de son diplôme, Chelagat Mutai se présente au siège parlementaire d'Eldoret Nord, devenu vacant après que le titulaire, William Saina, ait été emprisonné.
À 24 ans, elle bat ses adversaires masculins et expérimentés devenant ainsi le plus jeune membre du Parlement de l'époque.
Chelagat Mutai et son mentor Jean-Marie Seroney se battent pour la bonne gouvernance et souhaitent aller au-delà du nationalisme Nandi. Chelagat utilise sa plateforme pour critiquer le gouvernement de Jomo Kenyatta, s'élevant contre sa décision de conclure des pactes fonciers avec les Britanniques.
Elle rejoint un petit groupe de législateurs véhéments, surnommés par dérision « les sept sœurs à barbe » par le procureur général de l'époque, Charles Njonjo. Parmi ses collègues,il y a Martin Shikuku, le Dr Chibule wa Tsuma, Lawrence Sifuna, Abuya Abuya, George Anyona, James Orengo et Koigi wa Wamwere.
En 1976, elle est poursuivie pour avoir incité des squatters à envahir une ferme de sisal à Ziwa. Elle purge deux ans et demi de prison et perd son siège parlementaire de la même manière que son prédécesseur. Elle est libérée de prison en septembre 1978. Lors des élections suivantes, en 1979, elle évince Nicanor Sirma. Au cours de son second mandat, elle dénonce la réponse inadéquate du gouvernement lors de la famine de 1980.

### Après la politique
Chelagat Mutai s'enfuit du Kenya vers la Tanzanie en 1981 après avoir appris l'existence d'un complot visant à l'emprisonner à nouveau, cette fois pour de fausses déclarations de kilométrage. Elle revient trois ans plus tard pour s'occuper de sa mère malade, mais se tient à l'écart de la politique,.
Après son retour au Kenya en 1984, Chelagat Mutai se réconcilie quelque peu avec le gouvernement KANU. Elle est nommée à un poste de direction à la Kenya Commercial Bank. Elle travaille au siège de la KANU, ainsi que pour le comité permanent des droits de l'homme. Elle est renvoyée de l'organe des droits de l'homme par un bulletin radio en juin 1999, et se retire dans la ferme de son père à Terige,.

## Maladie et décès
En 2006, Chelagat Mutai est victime d'un accident de la route qui la laisse dans un fauteuil roulant. Elle passe les années suivantes de sa vie dans un quasi dénuement, vivant à un moment donné dans une maison d'une pièce d'un ami dans un lotissement de Nairobi. Sa situation critique est soulignée par une visite en 2011 du Premier ministre de l'époque, Raila Odinga,,,.
Chelagat Mutai décède le 6 juillet 2013.